# Orde van Sint-Marcus
De Zeer Oude en Eerbiedwaardige Orde van Sint-Marcus is een onderscheiding die door de Patriarchen van Alexandrië wordt verleend. Deze ridderorde is volgens de overlevering in 1596 ingesteld door Patriarch Meletius I. Zeker is dat zij in 1927 van Patriarch Meletius II de huidige vorm en statuten kreeg. In 1940 werd het Kruis van Verdienste als vierde klasse ingesteld door Patriarch Christoforus II. Het was voor militairen bedoeld. 
De Orde werd naar de heilige Marcus, een van de evangelisten, genoemd.
De Patriarch van Alexandrië, hoofd van de met Rome verbonden Alexandrijnse ritus, is niet de enige hoge christelijke geestelijke in het Midden-Oosten die een Ridderorde heeft ingesteld en deze binnen en buiten zijn kerkelijke gemeenschap, hier gaat het om de Koptisch-katholieke Kerk, verleent. Dergelijke orden zijn enigszins omstreden omdat zij niet door een "fons honorum", dat is volgens het orderecht een regering of een staatshoofd, zijn ingesteld.
De Orde van Sint-Marcus heeft twee divisies; een voor priesters en een voor leken. Beide zijn onderverdeeld in Grootkruisen, Commandeurs, Officieren en Kruizen van Verdienste.

## De versierselen van de Orde
Het kleinood is een verguld en zwart en blauw geëmailleerd kruis met een gouden medaillon waarop de leeuw van Sint-Marcus is afgebeeld. Daaromheen een zwarte ring met in het Grieks de woorden "weest gezegend door Sint-Marcus" en een "A" voor Alexandrië.
Bij de Tweede Klasse is daar een bloemenmotief tussen de armen aan toegevoegd en de Eerste Klasse heeft ook op het kruis gouden versieringen. Als verhoging is een patriarchale kroon, eigenlijk een ronde mijter, aangebracht. De Eerste en Tweede Klasse dragen het kruis aan een lint om de hals en de Derde en Vierde Klasse dragen het aan een lint op de linkerborst. De Vierde Klasse draagt een niet-geëmailleerd kruis.
Het lint is blauw met dunne zwarte strepen langs de rand. Blauw symboliseert de "vreugde van het eeuwige leven" en de zwarte strepen staan voor de beperkingen, "vicissitudes", van het Aardse bestaan.